# 小岩井宏悦
小岩井 宏悦（こいわい ひろよし、1960年〈昭和35年〉7月28日 - ）は、日本の映画プロデューサー、ドラマプロデューサー。ワーナー・ブラザース映画エグゼクティブディレクター／エグゼクティブプロデューサー。

## 略歴
長野県松本市出身。長野県松本深志高等学校を経て京都大学法学部に入学。大学在学中は劇団そとばこまちに在籍。大学卒業後、新日本製鐵に入社。退職後アメリカへ留学し、帰国後、1989年にフジテレビに入社する。亀山千広の下でドラマプロデューサーのノウハウを得、40代女性層向けのドラマ制作を得意とした。在籍中は、映画事業局映画制作部の副部長であった。
2006年（平成18年）公開の映画『ブレイブ ストーリー』は、自身が脚本を作りキャスティングなど全てを担当し、作品も彼のアイデアで製作された。
2007年（平成19年）4月13日付けでフジテレビを依願退職。同月、ワーナー・ブラザースに転職。現在はプロデューサーとして映画製作に携わる。
2015年、『るろうに剣心 京都大火編 / 伝説の最期編』の製作において、第34回藤本賞・特別賞を受賞。

## 担当作品

### フジテレビ時代

#### 映画
- g@me.（2003年・脚本、プロデューサー）
- レイクサイド マーダーケース（2004年、エグゼクティブプロデューサー）
- 電車男（2005年、エグゼクティブプロデューサー）
- 星になった少年（2005年、プロデューサー）
- ブレイブ ストーリー（2006年、プロデューサー）

#### テレビドラマ
- あすなろ白書（1993年、プロデュース補）
- 妹よ（1994年、プロデュース）
- 君といた夏（1994年、プロデュース)
- 僕らに愛を!（1995年、プロデュース）

- Age,35 恋しくて（1996年、プロデュース）
- 僕が僕であるために（1997年、プロデュース）
- ミセスシンデレラ（1997年、プロデュース）
- ラブジェネレーション（1997年、プロデュース）
- 神様、もう少しだけ（1998年、プロデュース）
- 鬼の棲家（1999年、プロデュース）
- パーフェクトラブ!（1999年、プロデュース）
- 二千年の恋（2000年、プロデュース）
- 三億円事件～20世紀最後の謎～（2000年、製作）
- 非婚家族（2001年、プロデュース）
- 愛と青春の宝塚～恋よりも生命よりも～（2001年、プロデュース）
- 整形美人。（2002年、プロデュース）

### ワーナー・ブラザース映画

#### 映画
- L change the WorLd（2008年、製作）
- ICHI（2008年、製作）
- インシテミル 7日間のデス・ゲーム（2010年、製作総指揮）
- 最後の忠臣蔵（2010年、製作）
- パラダイス・キス（2011年、エグゼクティブプロデューサー）
- 豆富小僧（2011年、エグゼクティブプロデューサー）
- ワイルド7（2011年、エグゼクティブプロデューサー）
- るろうに剣心（2012年、エグゼクティブプロデューサー）
  - るろうに剣心 京都大火編 / 伝説の最期編（2014年、エグゼクティブプロデューサー）
- 藁の楯（2013年、エグゼクティブプロデューサー）
- 許されざる者（2013年、エグゼクティブプロデューサー）
- 僕だけがいない街（2016年、エグゼクティブプロデューサー）
- テラフォーマーズ（2016年、エグゼクティブプロデューサー）
- オオカミ少女と黒王子（2016年、エグゼクティブプロデューサー）
- ミュージアム（2016年、エグゼクティブプロデューサー）
- 無限の住人（2017年、エグゼクティブプロデューサー）
- 銀魂（2017年、エグゼクティブプロデューサー）
  - 銀魂2 掟は破るためにこそある（2018年、エグゼクティブプロデューサー）
- ママレード・ボーイ（2018年、エグゼクティブプロデューサー）
- BLEACH 死神代行篇（2018年、エグゼクティブプロデュ ーサー）
- 二ノ国（2019年、エグゼクティブプロデューサー）
- 最高の人生の見つけ方（2019年、アダプテーション脚本（※浅野妙子、犬童一心と共同）、エグゼクティブプロデューサー）
- カラダ探し（2021年、エグゼクティブプロデューサー）
- 怪物の木こり（2023年、エグゼクティブプロデューサー）
- はたらく細胞（2024年、エグゼクティブプロデューサー）

#### テレビドラマ
- オルトロスの犬（2009年、企画協力）